# Sepsis biflexuosa
Sepsis biflexuosa – gatunek muchówki z rodziny wońkowatych i podrodziny Sepsinae.
Gatunek ten opisany został w 1893 roku przez Gabriela Strobla.
Muchówka o ciele długości około 3 mm. Głowę jej cechują pojedyncza para bardzo słabo rozwiniętych szczecinek orbitalnych i policzki znacznie niższe od oka złożonego. Tułów ma bardzo dobrze rozwinięte szczecinki mezopleuralne i na całej długości biało porośnięte sternopleury. Skrzydła mają odseparowane tylne i przednie komórki bazalne oraz ciemnią plamkę u szczytu żyłki radialnej R2+3. Samiec ma spodnią stronę ud przednich odnóży na odcinku między środkową grupą kolców a wierzchołkiem zaopatrzoną pozbawioną kolców z guzkami. Spodnia strona ud środkowych odnóży samca pozbawiona jest długi włosków. Golenie przedniej pary odnóży samca są S-kształtnie zakrzywione, nie mają trójkątnego wcięcia na końcu nasadowej ⅓ długości, a drobne kolce zdobią brawie całą ich spodnią stronę. Narządy rozrodcze samca cechują szerokie edyty oraz wierzchołkowa część bocznego płata epandrium dość szeroka, ku spiczastemu szczytowi zwężona i o osi ustawionej pod niemal prostym kątem względem osi podłużnej reszty płata. Samicę charakteryzują golenie odnóży środkowych mające szczecinki anterodorsalne oraz golenie odnóży tylnych z bez szczecinek anterodorsalnych za środkiem długości.
Owad znany z Hiszpanii, Wielkiej Brytanii, Francji, Belgii, Holandii, Niemiec, Danii, Szwecji, Norwegii, Finlandii, Szwajcarii, Austrii, Włoch, Polski, Czech, Słowacji, Węgier, Rumunii, Bułgarii, Grecji, Turcji, europejskiej części Rosji, Makaronezji, Ameryki Północnej, Bliskiego Wschodu, wschodniej Palearktyki i nearktycznej Ameryki Północnej.